# Lieto
Lieto (Finnül kiejtve: [ˈlie̯to]; svédül: Lundo) egy város és község Finnországban.

## Földrajz
Nyugat-Finnország tartományában található, és a Délnyugat-Finnország régió része. A település lakossága 20 299 (2021. December 31.), területe 302,56 km² ebből 1,66 km² víz. A népsűrűsége 102,26 ember négyzetkilométerenként.
A szomszédos települések Aura, Kaarina, Marttila, Paimio, Pöytyä és Turku .
A város egynyelvű (finn).

## Történelme
Lieto első említése 1331-ből származik.
A Téli és a Folytatólagos háború után Lieto az 1950-es években erőteljes növekedésnek indult, mert is Karéliából érkeztek kitelepítettek.
A település 2022 júliusában város lett.

## Nevezetességei, látnivalói
Lietoban van egy középkori kőtemplom, a Szent Péter-templom, amely 1500 körülről származik. A városközpont közelében található.
A városban található Finnország legnagyobb helyi cserkészcsapata is, a LEK vagy Liedon Eränkävijät.

## Külső linkek
- Municipality of Lieto – Official website
- Danish Media Company - Lieto – Website
- St. Peter's Church in Lieto (finnül)